# Zygodon setulosus
Zygodon setulosus är en bladmossart som beskrevs av Mitten 1869. Zygodon setulosus ingår i släktet ärgmossor, och familjen Orthotrichaceae. Inga underarter finns listade i Catalogue of Life.